# Хеильбут, Нильс
Нильс Юлиус Хеильбут (дат. Niels Julius Heilbuth, 8 октября 1906, Копенгаген — 1 июня 1992, Хёрсхольм, Фредериксборг) — датский хоккеист (хоккей на траве), полевой игрок. Участник летних Олимпийских игр 1928 года.

## Биография
Нильс Хеильбут родился 8 октября 1906 года в Копенгагене.
Играл в хоккей на траве за «Ориент» из Конгенс-Люнгбю.
В 1928 году вошёл в состав сборной Дании по хоккею на траве на летних Олимпийских играх в Амстердаме, поделившей 5-6-е места. Играл в поле, провёл 4 матча, забил 1 мяч в ворота сборной Австрии.
Умер 1 июня 1992 года в датском городе Хёрсхольм.